# Pogrom van Tiberias

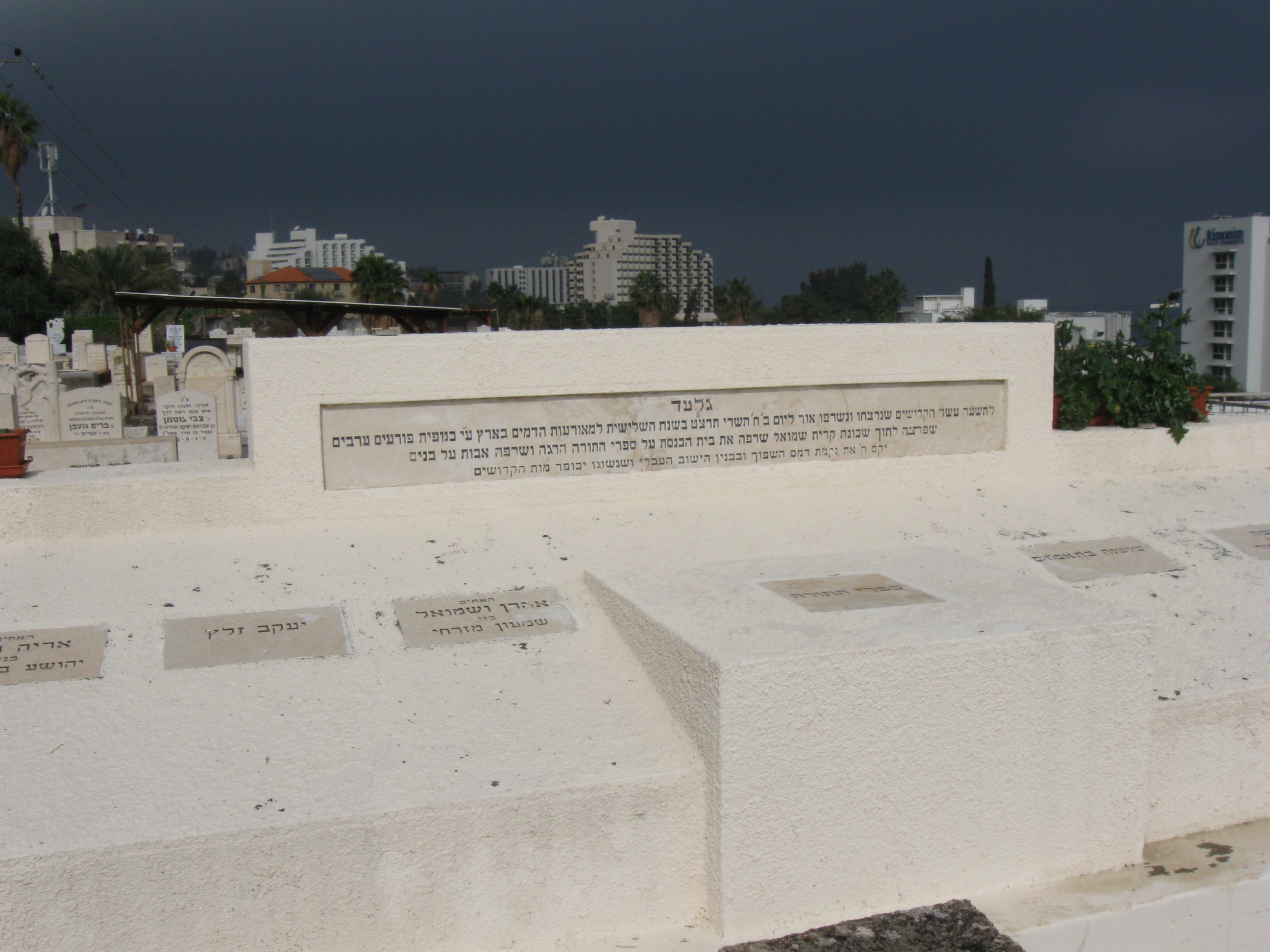
Grafmonument voor de slachtoffers op de oude begraafplaats van Tiberias

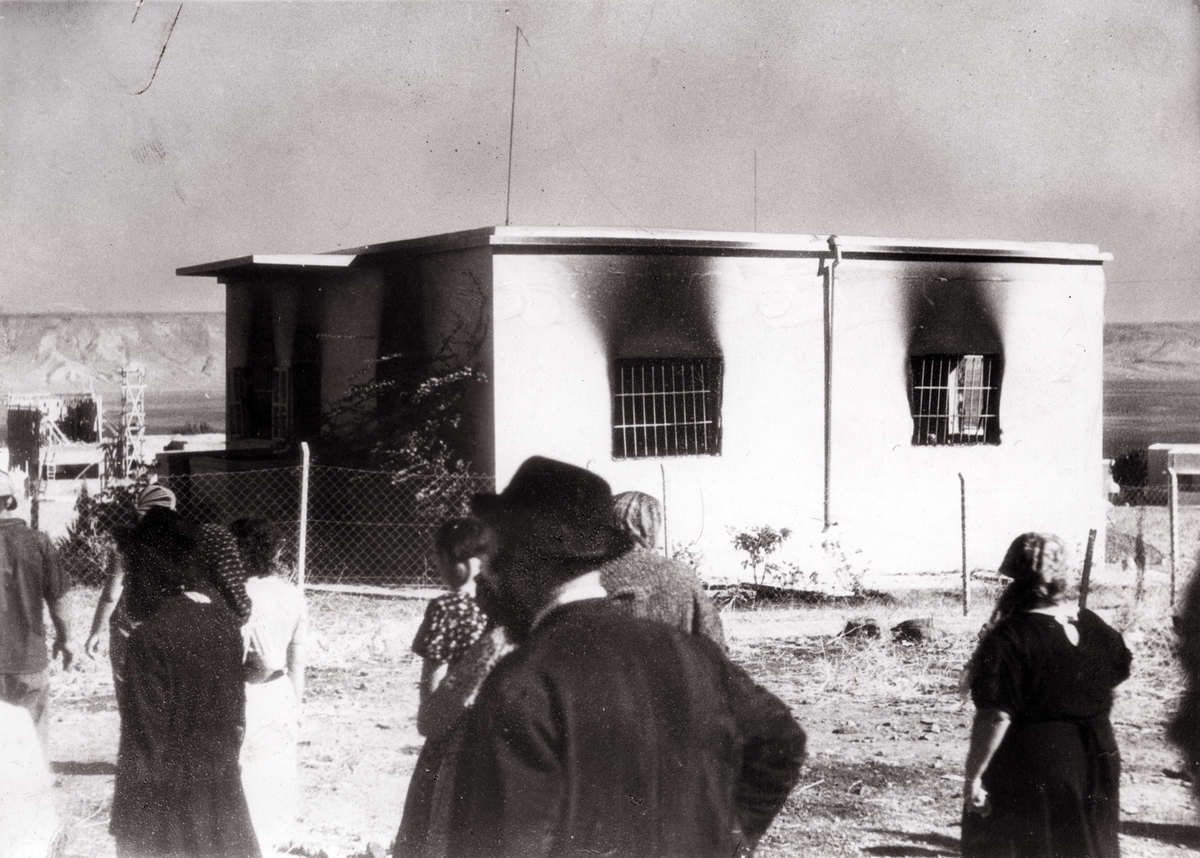
Onlusten Palestina/Israël. Arabische betogingen tegen het Britse bestuur en de immigratie van Joden in Palestina. Foto : Huis in de omgeving van Tiberias waarin een Joodse familie door Arabische oproerlingen levend wordt verbrand.

De pogrom van Tiberias vond plaats op 2 oktober 1938. Hierbij vielen 19 slachtoffers, waaronder 11 kinderen. De stad maakte destijds deel uit van het Britse mandaatgebied Palestina.
Het stadje (met een in meerderheid Joodse bevolking) werd door een groep van 70 Arabieren aangevallen in de vroege morgen van 2 oktober.
De synagoge en een aantal huizen werden in brand gestoken. In een huis kwamen een moeder en vijf kinderen om het leven en ook de beheerder van de synagoge kwam om. In een ander huis kwam een gezin van vier leden om het leven. Bij verzet door Joodse mannen vielen nog een aantal doden.
Een vertegenwoordiger van het Brits mandaat rapporteerde: It was systematically organized and savagely executed. Of the nineteen Jews killed, including women and children, all save four were stabbed to death.